# سیاست‌گذاری زیست‌محیطی
سیاست‌گذاری زیست‌محیطی (انگلیسی: Environmental policy) یا خط‌مشی زیست‌محیطی، به تعهدها در خصوص مسائل زیست‌محیطی با سازماندهی قوانین، مقررات، خط‌مشی‌ها و سایر سازوکارهای سیاسی اطلاق می‌شود. این مسائل عموماً شامل آلودگی هوا و آب، مدیریت پسماند، مدیریت اکوسیستم، حفظ تنوع زیستی، حفاظت از منابع طبیعی، حیات وحش و گونه‌های در معرض خطر می‌باشد. سیاست‌های مربوط به بخش انرژی، یا تنظیم سموم از جمله آفت‌کش‌ها و بسیاری از انواع زباله‌های صنعتی، بخشی از چالش‌های سیاست‌های زیست‌محیطی را به خود اختصاص می‌دهند. این سیاست‌ها می‌توانند با نظارت بر فعالیت‌های انسانی، از اثرات مضر آن بر محیط بیوفیزیکی و منابع طبیعی، همچنین از تغییرات محیط‌زیست و اثرات مضر آن بر زندگی انسان‌ها جلوگیری نمایند.

## تعریف
سیاست‌های زیست‌محیطی در تعریف دو مفهوم محیط زیست و سیاست را دربر می‌گیرد. محیط زیست به اکوسیستم‌های فیزیکی اشاره دارد، اما این تعریف شامل وجه اجتماعی یعنی کیفیت زندگی، سلامت و بعد اقتصادی یعنی مدیریت منابع و تنوع زیستی نیز می‌شود. سیاست را می‌توان به عنوان «شیوه عمل یا اصولی که توسط یک دولت، حزب، تجارت یا فرد پذیرفته پیشنهاد شده‌است» تعریف کرد. بنابراین، سیاست زیست‌محیطی گرایش به تمرکز بر مشکلات ناشی از تأثیر انسان بر محیط زیست دارد، که با توجه به تأثیر آن بر اصول و قوانین یک محیط زیست سالم برای جامعه بشری بسیار مهم است. چنین ارزش‌های انسانی اغلب به عنوان سلامت خوب یا محیط «تمیز و سبز» شناخته می‌شوند و در عمل، تحلیل‌گران طیف وسیعی از انواع اطلاعات را برای فرایند تصمیم‌گیری عمومی جهت بهبود و سلا مت محیط زیست فراهم می‌کنند.
حیطه مسائل زیست‌محیطی که معمولاً توسط سیاست‌های زیست‌محیطی مورد توجه قرار می‌گیرند، عبارتند از: آلودگی آب و هوا، مدیریت پسماند، مدیریت اکوسیستم، حفاظت از تنوع زیستی، حفاظت از منابع طبیعی، حیات وحش و گونه‌های در معرض خطر است چون حفاظت و مدیریت این منابع طبیعی برای نسل‌های آینده امری ضروری محسوب می‌شود. همچنین همبستگی و ارتباطات متقابل جوامع بشری در مورد مسائل زیست‌محیطی نیز مورد توجه سیاست‌های زیست‌محیطی قراردارند. سیاست‌های زیست‌محیطی همچنین به موضوعات دارای مزایای اقتصادی از دنیای اکولوژیک، مانند مدیریت منابع طبیعی مثل شیلات، جنگلداری، حیات وحش، مراتع، تنوع زیستی و گونه‌های در معرض خطر نیز به‌طور گسترده می‌پردازند.